# Heliura solicauda
Heliura solicauda là một loài bướm đêm thuộc phân họ Arctiinae, họ Erebidae.